# Dámo, zemři!
Dámo, zemři! (Lady, Go Die!) je sedmnáctá kniha, pojednávající o soukromém detektivovi Mickovi Hammerovi, kterou napsal americký spisovatel Mickey Spillane. Vyšla ze Spillaneho pozůstalosti a jejím spoluautorem je americký spisovatel Max Allan Collins. Kniha vyšla poprvé v pevné vazbě v nakladatelství Titan Books v květnu 2012. Je označená sloganem „The lost Mike Hammer novel“ a dějově se odehrává těsně po Spillaneho debutu Já, porota.